# Liopasia maculifimbria
Liopasia maculifimbria là một loài bướm đêm trong họ Crambidae.